# UFC 26
UFC 26: Ultimate Field of Dreams fue un evento de artes marciales mixtas celebrado por Ultimate Fighting Championship el 9 de junio de 2000 en el Five Seasons Events Center, en Cedar Rapids, Iowa, Estados Unidos.

## Resultados
| Tarjeta principal  | Tarjeta principal | Tarjeta principal | Tarjeta principal | Tarjeta principal  | Tarjeta principal | Tarjeta principal | Tarjeta principal |
| Categoría          |                   |                   |                   | Método             | Ronda             | Tiempo            | Notas             |
| ------------------ | ----------------- | ----------------- | ----------------- | ------------------ | ----------------- | ----------------- | ----------------- |
| Peso ligero        | Jens Pulver       | derr.             | Joao Roque        | Decisión (unánime) | 3                 | 5:00              |                   |
| Peso wélter        | Matt Hughes       | derr.             | Marcelo Aguiar    | TKO (corte)        | 1                 | 4:34              |                   |
| Peso semipesado    | Amaury Bitetti    | derr.             | Alex Andrade      | Descalificación    | 2                 | 0:43              |                   |
| Peso medio         | Tyrone Roberts    | derr.             | David Dodd        | Decisión (unánime) | 3                 | 5:00              |                   |
| Peso wélter        | Pat Miletich      | derr.             | John Alessio      | Sumisión (armbar)  | 2                 | 1:43              |                   |
| Peso pesado        | Kevin Randleman   | derr.             | Pedro Rizzo       | Decisión (unánime) | 5                 | 5:00              |                   |
| Tarjeta preliminar |                   |                   |                   |                    |                   |                   |                   |
| Peso wélter        | Shonie Carter     | derr.             | Adrian Serrano    | Decisión (unánime) | 2                 | 5:00              |                   |
| Peso pesado        | Ian Freeman       | derr.             | Nate Schroeder    | Sumisión (golpes)  | 2                 | 2:13              |                   |